# الطريق السريع 15 (السعودية)
الطريق السريع رقم 15 هو طريق رئيسي في السعودية. يبدأ من الوديعة جنوباً ويسير شمالاً حتى شرورة مروراً بنجران وظهران الجنوب حتى يتقاطع مع الطريق السريع (10) بخميس مشيط ويتجه شمالاً مروراً بالباحة والطائف ومكة والمدينة المنورة وخيبر وتيماء والقليبية وتبوك إلى الحدود السعودية الأردنية.